# Victoriano Bibang Nsue Okomo
Victoriano Bibang Nsue Okomo – polityk i wojskowy z Gwinei Równikowej.
Jest jednym ze szwagrów prezydenta Obianga Nguemy Mbasogo, bratem jego pierwszej żony Constancii Mangue. Generał, pełnił funkcję inspektora generalnego sił zbrojnych na wyspie Bioko. Wchodził w skład kierownictwa ministerstwa obrony narodowej, był wiceministrem w tym resorcie. W sierpniu 2020, podczas rekonstrukcji rządu, został mianowany ministrem obrony.
Uznawany za technokratę. Protegowany swojego siostrzeńca, wiceprezydenta Teodorína Nguemy Obianga.